# Хорње Салиби
Хорње Салиби (слч. Horné Saliby) насељено је мјесто са административним статусом сеоске општине (слч. obec) у округу Галанта, у Трнавском крају, Словачка Република.

## Становништво
| Година:    | 1994. | 2004.   | 2014.   | 2024.   |
| ---------- | ----- | ------- | ------- | ------- |
| Број људи: | 3046  | 3156    | 3226    | 3169    |
| Разлика:   |       | +3,61 % | +2,21 % | -1,76 % |

| Година:    | 2023. | 2024.   |
| ---------- | ----- | ------- |
| Број људи: | 3200  | 3169    |
| Разлика:   |       | -0,96 % |

Према подацима о броју становника из 2011. године насеље је имало 3.225 становника.